# Casaloldo
Casaloldo är en ort och kommun i provinsen Mantua i regionen Lombardiet i Italien. Kommunen hade 2 714 invånare (2018).